# Oncidettia
× Oncidettia (abreviado Onctta) es un híbrido intergenérico entre los géneros de orquídeas Comparettia × Oncidium.  	